# Cimmerites
Genre
Cimmerites est un genre  de coléoptères de la famille des Carabidae, de la sous-famille des Trechinae et de la tribu des Trechini.

## Espèces
- Cimmerites aibgensis Belousov, 1998
- Cimmerites convexus Belousov, 1998
- Cimmerites elegans Belousov, 1998
- Cimmerites grandis Belousov, 1998
- Cimmerites kryzhanovskii Belousov, 1998
- Cimmerites kurnakovi Jeannel, 1960
- Cimmerites morozovi Dolzhanski & Ljovuschkin, 1990
- Cimmerites ovatus Belousov, 1998
- Cimmerites serrulatus Winkler, 1926
- Cimmerites similis Belousov, 1998
- Cimmerites subcylindricus Belousov, 1998
- Cimmerites vagabundus Belousov, 1998
- Cimmerites zamotajlovi Belousov, 1998